# Thomas Ciprick
Thomas Ciprick (Calgary, 27 marzo 2003) è un tuffatore canadese, specializzato nel trampolino.

## Biografia
È nato Calgary e vive a Baie-D'Urfé in Québec. La sua squadra di club è il Pointe-Claire. E' allenato dall'ex tuffatice cinese Yihua Li.
Alla Coppa del mondo di tuffi di Tokyo 2021 ha ottenuto il sedicesimo posto in semifinale nel trampolino 3 metri, risultato che ha garantito alla nazionale canadese di guadagnare un posto ai Giochi olimpici organizzati dal Paese nipponico.

## Palmarès
| Anno | Manifestazione  | Sede  | Evento        | Risultato | Prestazione | Note |
| ---- | --------------- | ----- | ------------- | --------- | ----------- | ---- |
| 2021 | Coppa del mondo | Tokyo | Trampolino 3m | 16º SF    | 358,35 p.   |      |